# Адевільдо Де Маркі
Адевільдо Де Маркі (італ. Adevildo De Marchi, * 16 березня 1894, Генуя — † 20 травня 1965, Генуя) — італійський футболіст, півзахисник.
Насамперед відомий виступами за клуби «Андреа Доріа» та «Дженоа», а також національну збірну Італії.

## Клубна кар'єра
У дорослому футболі дебютував 1919 року виступами за команду клубу «Андреа Доріа», в якій провів два сезони.
Своєю грою за цю команду привернув увагу представників тренерського штабу клубу «Дженоа», до складу якого приєднався 1921 року. Відіграв за генуезький клуб один сезон своєї ігрової кар'єри.
Завершив професійну ігрову кар'єру у нижчоліговому клубі «Сарцано», за команду якого виступав протягом 1925—1926 років.

## Виступи за збірну
1920 року дебютував в офіційних матчах у складі національної збірної Італії. Протягом кар'єри у національній команді, яка тривала усього 1 рік, провів у формі головної команди країни лише один матч. У складі збірної був учасником футбольного турніру на Олімпійських іграх 1920 року в Антверпені.

## Статистика виступів

### Статистика виступів за збірну
| Дата       | Місто     | Господарі | Результат | Гості  | Турнір  | Голи | Примітки |
| ---------- | --------- | --------- | --------- | ------ | ------- | ---- | -------- |
| 02/09/1920 | Антверпен | Іспанія   | 2 – 0     | Італія | ОІ 1920 | -    |          |
| Усього     |           | Матчів    | 1         |        | Голів   | 0    |          |

| Футболіст | Це незавершена стаття про футболіста. Ви можете допомогти проєкту, виправивши або дописавши її. |